# جيروذ سان مارتن
جيروذ سان مارتن (الاسم العلمي: Neotoma martinensis) هي نوع من الحيوانات تتبع جنس الجيروذ من فصيلة الفأرية.